# Огненноголовый цветной трупиал
Огненноголовый цветной трупиал (лат. Icterus pustulatus) — вид птиц семейства трупиаловых. Род Цветные трупиалы (лат. Icterus). Занесён в Красную книгу МСОП как вид, вызывающий наименьшие опасения (LC).
Певчая птица среднего размера с ярко-оранжевым опереньем, черным нагрудником и красновато-оранжевым опереньем на голове и вокруг нагрудника, давшим название всему виду. На севере природного ареала оперенье у самок уступает по яркости оперению самцов, но к югу это различие исчезает, и самки имеют такое же яркое оперение, как у самцов.
Распространён на территории Гватемалы, Гондураса, Коста-Рики, Мексики, Никарагуа, Сальвадора, замечен в штатах Аризона и Калифорния в США.
Природным ареалом являются субтропические и тропические сухие леса, как правило, с сильным присутствием мимозы.